# Sovrani di Russia
In tempi differenti, i governanti della Rutenia, della Rus' di Kiev, di Vladimir e della Moscovia assunsero il titolo di Knjaz' (Князь, traducibile come duca o principe) e di Velikij Knjaz' (in russo Великий Князь?, traducibile come gran duca o gran principe).
Dal 1561 i sovrani di Russia assunsero il titolo di Zar (Car', Царь) prima, e Imperatore (Император, Imperator) poi. Gli stessi patriarchi, capi della Chiesa ortodossa russa, ottennero in certi casi la reggenza della Russia, come, per esempio, durante l'occupazione polacca e il Periodo dei torbidi dal 1610 al 1613.
NB: Le date riportate nell'elenco qui sotto sono quelle secondo il calendario gregoriano.

## Monarchi dei vari Stati russi 1168 - 1547

### Gran Principi del Principato di Vladimir-Suzdal'
- Andrea I Bogoljubskij (1168 – 1174), primo grande principe di Vladimir
- Michele I di Vladimir (1175 – 1176), secondo grande principe di Vladimir
- Vsevolod III (1176 – 1212), terzo grande principe di Vladimir
- Jurij II (1212 – 1216), quarto grande principe di Vladimir
- Costantino I (1216 – 1218), quinto grande principe di Vladimir
- Jurij II (1218 – 1238), per la seconda volta
- Jaroslav II (1238 – 1246), sesto grande principe di Vladimir
- Svjatoslav III (1246 – 1248), settimo grande principe di Vladimir
- Michail di Vladimir (1248 – 1249), ottavo grande principe di Vladimir
- Andrea II (1249 – 1252), nono grande principe di Vladimir
- Aleksandr Nevskij (1252 – 1263), decimo grande principe di Vladimir
- Jaroslav III (1264 – 1271), undicesimo grande principe di Vladimir
- Vasilj di Kostroma (1272 – 1277), dodicesimo grande principe di Vladimir
- Dimitri di Pereslavl' (1277 – 1294), tredicesimo grande principe di Vladimir
- Andrea di Gorodec (1294 – 1304), quattordicesimo grande principe di Vladimir
- Michail di Tver' (1304 – 1318), quindicesimo grande principe di Vladimir
- Jurij di Mosca (1318 – 1322), sedicesimo grande principe di Vladimir
- Demetrio di Tver' (1322 – 1326), diciassettesimo grande principe di Vladimir
- Alessandro I di Tver' (1326 – 1327), diciottesimo grande principe di Vladimir
- Ivan I di Mosca (1328 – 1340), diciannovesimo grande principe di Vladimir
- Simeone di Mosca (1340 – 1353), ventesimo grande principe di Vladimir
- Ivan II di Mosca (1353 – 1359), ventunesimo grande principe di Vladimir
- Dmitrij Konstantinovič (1359 – 1362), ventiduesimo grande principe di Vladimir
- Demetrio di Mosca (1362 – 1389), ventitreesimo ed ultimo grande principe di Vladimir

### Gran Principi di Moscovia (1283 – 1547)

#### Rurik (1283 – 1598)
| Nome                        | Ritratto | Nascita                              | Regno            | Regno                                     | Morte                              | Matrimoni | Note                                   |
| Nome                        | Ritratto | Nascita                              | Inizio           | Fine                                      | Morte                              | Matrimoni | Note                                   |
| --------------------------- | -------- | ------------------------------------ | ---------------- | ----------------------------------------- | ---------------------------------- | --- | -------------------------------------- |
| Daniele                     |          | Vladimir, Vladimir-Suzdal' 1261      | 1283             | 4 marzo 1303                              | Mosca, Moscovia 4 marzo 1303       | Evdokia Aleksandrovna cinque figli | Figlio di Aleksandr Nevskij            |
| Jurij                       |          | 1281                                 | 4 marzo 1303     | 21 novembre 1325                          | Saraj, Orda d'Oro 21 novembre 1325 | (1) donna dal nome sconosciuto una figlia (2) Konchak nessun figlio | Figlio di Daniele                      |
| Ivan I Kalita               |          | Mosca, Moscovia ca. 1283             | 21 novembre 1325 | 31 marzo 1340                             | Mosca, Moscovia 31 marzo 1340      | (1) Elena quattro figli e quattro figlie (2) Ulyana una figlia | Figlio di Daniele e fratello di Jurij  |
| Simeone il Fiero            |          | Mosca, Moscovia 7 settembre 1317     | 31 marzo 1340    | 27 aprile 1353                            | Mosca, Moscovia 27 aprile 1353     | (1) Anastasia di Lituania due figli e una figlia (2) Eupraxia di Smolensk nessun figlio (3) Maria di Tver' quattro figli | Figlio di Ivan I                       |
| Ivan II il Bello            |          | Mosca, Moscovia 30 marzo 1326        | 27 aprile 1353   | 13 novembre 1359                          | Mosca, Moscovia 13 novembre 1359   | (1) Fedosia di Brjansk nessun figlio (2) Aleksandra Ivanovna Veljaminova due figli e due figlie | Figlio di Ivan I e fratello di Simeone |
| Demetrio Donskoy o il Santo |          | Mosca, Moscovia 12 ottobre 1350      | 13 novembre 1359 | 19 maggio 1389                            | Mosca, Moscovia 19 maggio 1389     | Eudocia di Mosca otto figli e quattro figlie | Figlio di Ivan II                      |
| Basilio I                   |          | Mosca, Moscovia 30 dicembre 1371     | 19 maggio 1389   | 27 febbraio 1425                          | Mosca, Moscovia 27 febbraio 1425   | Sofia di Lituania cinque figli e quattro figlie | Figlio di Demetrio                     |
| Basilio II il Cieco         |          | Mosca, Moscovia 10 marzo 1415        | 27 febbraio 1425 | 27 marzo 1462                             | Mosca, Moscovia 27 marzo 1462      | Maria di Borovsk due figli e una figlia | Figlio di Basilio I                    |
| Ivan III il Grande          |          | Mosca, Moscovia 22 gennaio 1440      | 5 aprile 1462    | 27 ottobre 1505                           | Mosca, Moscovia 27 ottobre 1505    | (1) Maria di Tver' un figlio (2) Sophia Paleologa cinque figli e sei figlie | Figlio di Basilio II                   |
| Basilio III                 |          | Mosca, Moscovia 25 marzo 1479        | 27 ottobre 1505  | 3 dicembre 1533                           | Mosca, Moscovia 3 dicembre 1533    | (1) Solomonia Saburova nessun figlio (2) Elena Glinskaja due figli | Figlio di Ivan III e Sofia Paleologa   |
| Ivan IV il Terribile        |          | Kolomenskoe, Moscovia 25 agosto 1530 | 3 dicembre 1533  | 26 gennaio 1547 (assume il titolo di Zar) | Mosca, Russia 28 marzo 1584        | (1) Anastasija Romanovna Zachar'ina tre figli e tre figlie (2) Marija Temrjukovna un figlio (3) Marfa Sobakina nessun figlio (4) Anna Koltovskaja nessun figlio (ripudiata) (5) Anna Vasilchikova nessun figlio (ripudiata) (6) Marija Nagaja un figlio | Figlio di Basilio III                  |

## Zar di Russia (1547 – 1721)

### Rurik (1547 – 1598)
| Nome                 | Ritratto | Nascita                              | Regno           | Regno            | Morte                         | Matrimoni | Note                                       |
| Nome                 | Ritratto | Nascita                              | Inizio          | Fine             | Morte                         | Matrimoni | Note                                       |
| -------------------- | -------- | ------------------------------------ | --------------- | ---------------- | ----------------------------- | --- | ------------------------------------------ |
| Ivan IV il Terribile |          | Kolomenskoe, Moscovia 25 agosto 1530 | 26 gennaio 1547 | 28 marzo 1584    | Mosca, Russia 28 marzo 1584   | (1) Anastasija Romanovna Zachar'ina tre figli e tre figlie (2) Marija Temrjukovna un figlio (3) Marfa Sobakina nessun figlio (4) Anna Koltovskaja nessun figlio (ripudiata) (5) Anna Vasilchikova nessun figlio (ripudiata) (6) Marija Nagaja un figlio |                                            |
| Fëdor I              |          | Mosca, Russia 31 maggio 1557         | 28 marzo 1584   | 17 gennaio 1598  | Mosca, Russia 17 gennaio 1598 | Irina Fёdorovna Godunova una figlia | Figlio di Ivan IV e di Anastasia Romanovna |
| Irina                |          | Mosca, Russia 1557                   | 17 gennaio 1598 | 21 febbraio 1598 | Mosca, Russia 29 ottobre 1603 | Fëdor I una figlia | Moglie di Fëdor I                          |

### Periodo dei Torbidi (1598 – 1605)

#### Godunov (1598 – 1605)
| Nome     | Ritratto | Nascita            | Regno            | Regno          | Morte                        | Matrimoni                                                     | Note              |
| Nome     | Ritratto | Nascita            | Inizio           | Fine           | Morte                        | Matrimoni                                                     | Note              |
| -------- | -------- | ------------------ | ---------------- | -------------- | ---------------------------- | ------------------------------------------------------------- | ----------------- |
| Boris    |          | ca. 1551           | 21 febbraio 1598 | 23 aprile 1605 | Mosca, Russia 23 aprile 1605 | Marija Grigor'evna Skuratova-Bel'skaja un figlio e una figlia | Fratello di Irina |
| Fëdor II |          | Mosca, Russia 1589 | 23 aprile 1605   | 11 giugno 1605 | Mosca, Russia 11 giugno 1605 | -                                                             | Figlio di Boris   |

#### Usurpatori Pseudo-Rurik
| Nome                                           | Ritratto | Nascita         | Regno          | Regno            | Morte                           | Matrimoni                     | Note |
| Nome                                           | Ritratto | Nascita         | Inizio         | Fine             | Morte                           | Matrimoni                     | Note |
| ---------------------------------------------- | -------- | --------------- | -------------- | ---------------- | ------------------------------- | ----------------------------- | ---- |
| Falso Dimitri I (Grigory Bogdanovich Otrepyev) |          | 29 ottobre 1582 | 11 giugno 1605 | 17 maggio 1606   | Mosca, Russia 17 maggio 1606    | Marina Mniszech nessun figlio |      |
| Falso Dimitri II                               |          | ca. 1582        | 10 luglio 1606 | 11 dicembre 1610 | Kaluga, Russia 11 dicembre 1610 | Marina Mniszech un figlio     |      |
| Falso Dimitri III (Sidorka)                    |          | Sconosciuta     | 28 marzo 1611  | 18 maggio 1612   | Luglio 1612                     | Sconosciuta                   |      |

#### Šujskij (1606 – 1610)
| Nome       | Ritratto | Nascita                                   | Regno          | Regno                        | Morte                                        | Matrimoni                                                                              | Note |
| Nome       | Ritratto | Nascita                                   | Inizio         | Fine                         | Morte                                        | Matrimoni                                                                              | Note |
| ---------- | -------- | ----------------------------------------- | -------------- | ---------------------------- | -------------------------------------------- | -------------------------------------------------------------------------------------- | ---- |
| Basilio IV |          | Nižnij Novgorod, Russia 22 settembre 1552 | 19 maggio 1606 | 19 luglio 1610 (deposizione) | Gostynin, Polonia-Lituania 12 settembre 1612 | (1) Elena Mikhailovna Repnina nessun figlio (2) Maria Bujnosova-Rostovskaja due figlie |      |

#### Vasa (1610 – 1613)
| Nome       | Ritratto | Nascita                                | Regno          | Regno                                                 | Morte                                    | Matrimoni                                                                                           | Note                           |
| Nome       | Ritratto | Nascita                                | Inizio         | Fine                                                  | Morte                                    | Matrimoni                                                                                           | Note                           |
| ---------- | -------- | -------------------------------------- | -------------- | ----------------------------------------------------- | ---------------------------------------- | --------------------------------------------------------------------------------------------------- | ------------------------------ |
| Ladislao I |          | Łobzów, Polonia-Lituania 9 giugno 1595 | 27 agosto 1610 | 5 ottobre 1613 (deposizione) 27 maggio 1634 (de iure) | Merkinė, Polonia-Lituania 20 maggio 1648 | (1) Cecilia Renata d'Austria un figlio e una figlia (2) Maria Luisa di Gonzaga-Nevers nessun figlio | Re di Polonia dal 1632 al 1648 |

### Romanov (1613 – 1721)
| Nome                       | Ritratto | Nascita                        | Regno           | Regno                                            | Morte                                   | Matrimoni | Note                                                                                 |
| Nome                       | Ritratto | Nascita                        | Inizio          | Fine                                             | Morte                                   | Matrimoni | Note                                                                                 |
| -------------------------- | -------- | ------------------------------ | --------------- | ------------------------------------------------ | --------------------------------------- | --- | ------------------------------------------------------------------------------------ |
| Michele                    |          | Mosca, Russia 22 luglio 1596   | 3 marzo 1613    | 23 luglio 1645                                   | Mosca, Russia 23 luglio 1645            | (1) Marija Vladimirovna Dolgorukova un figlio nato morto (2) Evdokija Luk'janovna Strešnëva tre figli e sette figlie   | Figlio di Filarete, patriarca di Mosca, che fu di fatto il vero sovrano fino al 1633 |
| Alessio il Tranquillissimo |          | Mosca, Russia 29 marzo 1629    | 23 luglio 1645  | 8 febbraio 1676                                  | Mosca, Russia 8 febbraio 1676           | (1) Marija Il'inična Miloslavskaja cinque figli e otto figlie (2) Natal'ja Kirillovna Naryškina un figlio e due figlie | Figlio di Michele                                                                    |
| Fëdor III                  |          | Mosca, Russia 9 giugno 1661    | 8 febbraio 1676 | 7 maggio 1682                                    | Mosca, Russia 7 maggio 1682             | (1) Agaf'ja Semënovna Grušeckaja un figlio (2) Marfa Matveevna Apraksina nessun figlio                                 | Figlio di Alessio e Marija                                                           |
| Pietro I il Grande         |          | Mosca, Russia 9 giugno 1672    | 7 maggio 1682   | 2 giugno 1682                                    | San Pietroburgo, Russia 8 febbraio 1725 | (1) Evdokija Fëdorovna Lopuchina tre figli (2) Marta Helena Skowrońska cinque figli e sei figlie                       | Figlio di Alessio e Natal'ja                                                         |
| Ivan V                     |          | Mosca, Russia 6 settembre 1666 | 2 giugno 1682   | 8 febbraio 1696                                  | Mosca, Russia 8 febbraio 1696           | Praskov'ja Fёdorovna Saltykova cinque figlie                                                                           | Figlio di Alessio e Marija; regnò insieme a Pietro I                                 |
| Pietro I il Grande         |          | Mosca, Russia 9 giugno 1672    | 2 giugno 1682   | 2 novembre 1721 (assume il titolo di Imperatore) | San Pietroburgo, Russia 8 febbraio 1725 | (1) Evdokija Fëdorovna Lopuchina tre figli (2) Marta Helena Skowrońska cinque figli e sei figlie                       | Figlio di Alessio e Natal'ja; regnò insieme ad Ivan V fino al 1696                   |

## Imperatori di Russia (1721 – 1917)

### Romanov (1721 – 1917)
(Anche Grandi Principi di Finlandia dal 1809 al 1917; e Re di Polonia dal 1815 al 1917)
| Nome                           | Ritratto | Nascita                                         | Regno            | Regno                         | Morte                                    | Matrimoni | Note |
| Nome                           | Ritratto | Nascita                                         | Inizio           | Fine                          | Morte                                    | Matrimoni | Note |
| ------------------------------ | -------- | ----------------------------------------------- | ---------------- | ----------------------------- | ---------------------------------------- | --- | --- |
| Pietro I il Grande             |          | Mosca, Russia 9 giugno 1672                     | 2 novembre 1721  | 8 febbraio 1725               | San Pietroburgo, Russia 8 febbraio 1725  | (1) Evdokija Fëdorovna Lopuchina tre figli (2) Marta Helena Skowrońska cinque figli e sei figlie                   | |
| Caterina I                     |          | Jakobstadt, Curlandia-Semigallia 15 aprile 1684 | 8 febbraio 1725  | 17 maggio 1727                | San Pietroburgo, Russia 17 maggio 1727   | Pietro I di Russia cinque figli e sei figlie                                                                       | Il suo nome di nascita era Marta Helena Skowrońska |
| Pietro II                      |          | San Pietroburgo, Russia 23 ottobre 1715         | 18 maggio 1727   | 30 gennaio 1730               | Mosca, Russia 30 gennaio 1730            | - | Figlio dello zarevic Alessio e nipote di Pietro il Grande |
| Anna                           |          | Mosca, Russia 7 febbraio 1693                   | 30 gennaio 1730  | 28 ottobre 1740               | San Pietroburgo, Russia 28 ottobre 1740  | Federico Guglielmo di Curlandia nessun figlio                                                                      | Figlia di Ivan V |
| Ivan VI                        |          | San Pietroburgo, Russia 23 agosto 1740          | 28 ottobre 1740  | 6 dicembre 1741 (deposizione) | Šlissel'burg, Russia 16 luglio 1764      | - | Pronipote di Anna; morì assassinato dopo più di venti anni di prigionia                                                                                                   |
| Elisabetta                     |          | Kolomenskoe, Russia 29 dicembre 1709            | 6 dicembre 1741  | 5 gennaio 1762                | San Pietroburgo, Russia 5 gennaio 1762   | - | Figlia di Pietro il Grande e Caterina I |
| Pietro III                     |          | Kiel, Holstein-Gottorp 21 febbraio 1728         | 5 gennaio 1762   | 9 luglio 1762 (deposizione)   | Ropša, Russia 17 luglio 1762             | Sofia Federica di Anhalt-Zerbst un figlio e una figlia                                                             | Figlio del duca Carlo Federico di Holstein-Gottorp e di Anna, figlia di Pietro il Grande e Caterina; venne detronizzato dalla moglie                                      |
| Caterina II la grande          |          | Stettino, Prussia 2 maggio 1729                 | 9 luglio 1762    | 17 novembre 1796              | San Pietroburgo, Russia 17 novembre 1796 | Pietro III di Russia un figlio e una figlia                                                                        | Il suo nome di nascita era Sofia Federica Augusta di Anhalt-Zerbst; salì al trono dopo una congiura contro suo marito                                                     |
| Paolo I                        |          | San Pietroburgo, Russia 1º ottobre 1754         | 17 novembre 1796 | 23 marzo 1801                 | San Pietroburgo, Russia 23 marzo 1801    | (1) Guglielmina d'Assia-Darmstadt un figlio nato morto (2) Sofia Dorotea di Württemberg quattro figli e sei figlie | Figlio di Pietro III e Caterina II |
| Alessandro I il Beato          |          | San Pietroburgo, Russia 23 dicembre 1777        | 23 marzo 1801    | 1º dicembre 1825              | Taganrog, Russia 1º dicembre 1825        | Luisa Maria di Baden due figlie                                                                                    | Figlio di Paolo I |
| Costantino I (contestato)      |          | San Pietroburgo, Russia 27 aprile 1779          | 1º dicembre 1825 | 1º dicembre 1825              | Vitebsk, Russia 27 giugno 1831           | (1) Giuliana di Sassonia-Coburgo-Saalfeld nessun figlio (2) Joanna Grudzińska nessun figlio                        | Figlio di Paolo I, fu acclamato a furor di popolo Imperatore di Tutte le Russie, ma abdicò pochi minuti dopo e suo fratello minore, il granduca Nicola, ne prese il posto |
| Nicola I                       |          | Carskoe Selo, Russia 6 luglio 1796              | 1º dicembre 1825 | 2 marzo 1855                  | San Pietroburgo, Russia 2 marzo 1855     | Carlotta di Prussia quattro figli e sei figlie                                                                     | Figlio di Paolo I |
| Alessandro II il Liberatore    |          | Mosca, Russia 29 aprile 1818                    | 2 marzo 1855     | 13 marzo 1881                 | San Pietroburgo, Russia 13 marzo 1881    | Maria d'Assia e del Reno sei figli e due figlie                                                                    | Figlio di Nicola I |
| Alessandro III il Pacificatore |          | San Pietroburgo, Russia 10 marzo 1845           | 13 marzo 1881    | 1º novembre 1894              | Livadija, Russia 1º novembre 1894        | Dagmar di Danimarca quattro figli e due figlie                                                                     | Figlio di Alessandro II |
| Nicola II                      |          | Carskoe Selo, Russia 6 maggio 1868              | 1º novembre 1894 | 15 marzo 1917 (deposizione)   | Ekaterinburg, Russia 17 luglio 1918      | Alice d'Assia e del Reno un figlio e quattro figlie                                                                | Figlio di Alessandro III; morì fucilato a Ekaterinburg, con la sua famiglia                                                                                               |
| Michele II (contestato)        |          | San Pietroburgo, Russia 28 novembre 1878        | 15 marzo 1917    | 16 marzo 1917                 | Perm', Russia 12 luglio 1918             | Natal'ja Sergeevna Šeremetevskaja un figlio                                                                        | Figlio di Alessandro III, fu proclamato imperatore dopo l'abdicazione del fratello Nicola II ma rinunciò al trono il giorno seguente                                      |

## Pretendenti al Trono di Russia
Per diversi anni molti membri della Casa Imperiale Russa non credettero o furono scettici sulle notizie riguardanti la strage dei membri della famiglia imperiale e quindi fino al 1924 non ci furono ufficiali pretese alla corona.
- Kirill Vladimirovič Romanov: 1924-1938
- Vladimir Kirillovič Romanov: 1938-1992

### Crisi dinastica

#### Ramo Nikolaevič discendente da Nicola I
Nicola Romanovič di Russia rivendicò per sé la successione al trono imperiale secondo la legge della primogenitura maschile del 1797. Inoltre fu eletto Zar nel 1992 dalla maggioranza dei membri della famiglia Romanov.
- Nicola Romanovič Romanov: 1992-2014
- Dimitrij Romanovič Romanov: 2014-2016
- Andrej Andreevič Romanov: 2016-2021
- Alexis Andreevič Romanov: 2021-in carica

#### Ramo Vladimirovič discendente da Alessandro II
Maria Vladimirovna di Russia rivendicò per sé la successione al trono imperiale nonostante la legge di successione escluda le donne, tranne in caso di estinzione totale della linea maschile.
- Marija Vladimirovna Romanova: 1992-in carica

#### Ramo Kirillovič
- Carlo Emilio di Leiningen: 2013 - in carica

## Linee di successione dei sovrani di Russia

### Rurik (gran principi di Moscovia, poi zar)
|                         |                         |                         |                         |                         |                         | Daniele *1261 †1303               |                             |                             |                             |                             |                             |  |  |  |  |  |  |  |  |  |  |  |  |
|                         |                         |                         |                         |                         |                         |                                   |                             |                             |                             |                             |                             |  |  |  |  |  |  |  |  |  |  |  |  |
|                         |                         |                         |                         |                         |                         |                                   |                             |                             |                             |                             |                             |  |  |  |  |  |  |  |  |  |  |  |  |
| Jurij (III) *1281 †1325 | Jurij (III) *1281 †1325 | Jurij (III) *1281 †1325 | Jurij (III) *1281 †1325 | Jurij (III) *1281 †1325 | Jurij (III) *1281 †1325 | Ivan I Kalita *c.1283 †1341       | Ivan I Kalita *c.1283 †1341 | Ivan I Kalita *c.1283 †1341 | Ivan I Kalita *c.1283 †1341 | Ivan I Kalita *c.1283 †1341 | Ivan I Kalita *c.1283 †1341 |  |  |  |  |  |  |  |  |  |  |  |  |
| Jurij (III) *1281 †1325 | Jurij (III) *1281 †1325 | Jurij (III) *1281 †1325 | Jurij (III) *1281 †1325 | Jurij (III) *1281 †1325 | Jurij (III) *1281 †1325 | Ivan I Kalita *c.1283 †1341       | Ivan I Kalita *c.1283 †1341 | Ivan I Kalita *c.1283 †1341 | Ivan I Kalita *c.1283 †1341 | Ivan I Kalita *c.1283 †1341 | Ivan I Kalita *c.1283 †1341 |  |  |  |  |  |  |  |  |  |  |  |  |
|                         |                         |                         |                         |                         |                         |                                   |                             |                             |                             |                             |                             |  |  |  |  |  |  |  |  |  |  |  |  |
| Simeone *1311 †1353     | Simeone *1311 †1353     | Simeone *1311 †1353     | Simeone *1311 †1353     | Simeone *1311 †1353     | Simeone *1311 †1353     | Ivan II *1326 †1359               | Ivan II *1326 †1359         | Ivan II *1326 †1359         | Ivan II *1326 †1359         | Ivan II *1326 †1359         | Ivan II *1326 †1359         |  |  |  |  |  |  |  |  |  |  |  |  |
| Simeone *1311 †1353     | Simeone *1311 †1353     | Simeone *1311 †1353     | Simeone *1311 †1353     | Simeone *1311 †1353     | Simeone *1311 †1353     | Ivan II *1326 †1359               | Ivan II *1326 †1359         | Ivan II *1326 †1359         | Ivan II *1326 †1359         | Ivan II *1326 †1359         | Ivan II *1326 †1359         |  |  |  |  |  |  |  |  |  |  |  |  |
|                         |                         |                         |                         |                         |                         | Demetrio (IV) Donskoj *1350 †1389 |                             |                             |                             |                             |                             |  |  |  |  |  |  |  |  |  |  |  |  |
|                         |                         |                         |                         |                         |                         |                                   |                             |                             |                             |                             |                             |  |  |  |  |  |  |  |  |  |  |  |  |
|                         |                         |                         |                         |                         |                         | Basilio I *1371 †1425             |                             |                             |                             |                             |                             |  |  |  |  |  |  |  |  |  |  |  |  |
|                         |                         |                         |                         |                         |                         |                                   |                             |                             |                             |                             |                             |  |  |  |  |  |  |  |  |  |  |  |  |
|                         |                         |                         |                         |                         |                         | Basilio II *1415 †1462            |                             |                             |                             |                             |                             |  |  |  |  |  |  |  |  |  |  |  |  |
|                         |                         |                         |                         |                         |                         |                                   |                             |                             |                             |                             |                             |  |  |  |  |  |  |  |  |  |  |  |  |
|                         |                         |                         |                         |                         |                         | Ivan III *1440 †1505              |                             |                             |                             |                             |                             |  |  |  |  |  |  |  |  |  |  |  |  |
|                         |                         |                         |                         |                         |                         |                                   |                             |                             |                             |                             |                             |  |  |  |  |  |  |  |  |  |  |  |  |
|                         |                         |                         |                         |                         |                         | Basilio III *1479 †1533           |                             |                             |                             |                             |                             |  |  |  |  |  |  |  |  |  |  |  |  |
|                         |                         |                         |                         |                         |                         |                                   |                             |                             |                             |                             |                             |  |  |  |  |  |  |  |  |  |  |  |  |
|                         |                         |                         |                         |                         |                         | IVAN IV il Terribile *1530 †1584  |                             |                             |                             |                             |                             |  |  |  |  |  |  |  |  |  |  |  |  |
|                         |                         |                         |                         |                         |                         |                                   |                             |                             |                             |                             |                             |  |  |  |  |  |  |  |  |  |  |  |  |
|                         |                         |                         |                         |                         |                         | FËDOR I *1557 †1589               |                             |                             |                             |                             |                             |  |  |  |  |  |  |  |  |  |  |  |  |

### Romanov (zar, poi imperatori)
|                       |                       |                       |                       |                       |                       |                                                             |                                                             |                                                             |                                                             |                                                             |                                                             |                          |                          |                          |                          |                          |                          |                                         |                                         |                                         |                                         |                                         |                                         | Roman ZACHARI’IN-JUR’EV *… †1543                                                       |                                                                                        |                                                                                        |                                                                                        |                                                                                        |                                                                                        |                            |                            |                            |                            |                            |                            |                          |                          |                          |                          |                          |                          |  |  |  |  |  |  |  |  |  |  |  |  |  |  |  |  |  |  |
|                       |                       |                       |                       |                       |                       |                                                             |                                                             |                                                             |                                                             |                                                             |                                                             |                          |                          |                          |                          |                          |                          |                                         |                                         |                                         |                                         |                                         |                                         |                                                                                        |                                                                                        |                                                                                        |                                                                                        |                                                                                        |                                                                                        |                            |                            |                            |                            |                            |                            |                          |                          |                          |                          |                          |                          |  |  |  |  |  |  |  |  |  |  |  |  |  |  |  |  |  |  |
|                       |                       |                       |                       |                       |                       |                                                             |                                                             |                                                             |                                                             |                                                             |                                                             |                          |                          |                          |                          |                          |                          |                                         |                                         |                                         |                                         |                                         |                                         |                                                                                        |                                                                                        |                                                                                        |                                                                                        |                                                                                        |                                                                                        |                            |                            |                            |                            |                            |                            |                          |                          |                          |                          |                          |                          |  |  |  |  |  |  |  |  |  |  |  |  |  |  |  |  |  |  |
|                       |                       |                       |                       |                       |                       |                                                             |                                                             |                                                             |                                                             |                                                             |                                                             |                          |                          |                          |                          |                          |                          | Anastasia *… †1560 IVAN IV il Terribile | Anastasia *… †1560 IVAN IV il Terribile | Anastasia *… †1560 IVAN IV il Terribile | Anastasia *… †1560 IVAN IV il Terribile | Anastasia *… †1560 IVAN IV il Terribile | Anastasia *… †1560 IVAN IV il Terribile | Nikita *… †1586                                                                        | Nikita *… †1586                                                                        | Nikita *… †1586                                                                        | Nikita *… †1586                                                                        | Nikita *… †1586                                                                        | Nikita *… †1586                                                                        |                            |                            |                            |                            |                            |                            |                          |                          |                          |                          |                          |                          |  |  |  |  |  |  |  |  |  |  |  |  |  |  |  |  |  |  |
|                       |                       |                       |                       |                       |                       |                                                             |                                                             |                                                             |                                                             |                                                             |                                                             |                          |                          |                          |                          |                          |                          | Anastasia *… †1560 IVAN IV il Terribile | Anastasia *… †1560 IVAN IV il Terribile | Anastasia *… †1560 IVAN IV il Terribile | Anastasia *… †1560 IVAN IV il Terribile | Anastasia *… †1560 IVAN IV il Terribile | Anastasia *… †1560 IVAN IV il Terribile | Nikita *… †1586                                                                        | Nikita *… †1586                                                                        | Nikita *… †1586                                                                        | Nikita *… †1586                                                                        | Nikita *… †1586                                                                        | Nikita *… †1586                                                                        |                            |                            |                            |                            |                            |                            |                          |                          |                          |                          |                          |                          |  |  |  |  |  |  |  |  |  |  |  |  |  |  |  |  |  |  |
|                       |                       |                       |                       |                       |                       |                                                             |                                                             |                                                             |                                                             |                                                             |                                                             |                          |                          |                          |                          |                          |                          | FËDOR I *1557 †1598                     | FËDOR I *1557 †1598                     | FËDOR I *1557 †1598                     | FËDOR I *1557 †1598                     | FËDOR I *1557 †1598                     | FËDOR I *1557 †1598                     | Fëdor ROMANOV patriarca Filarete *c.1553 †1633                                         | Fëdor ROMANOV patriarca Filarete *c.1553 †1633                                         | Fëdor ROMANOV patriarca Filarete *c.1553 †1633                                         | Fëdor ROMANOV patriarca Filarete *c.1553 †1633                                         | Fëdor ROMANOV patriarca Filarete *c.1553 †1633                                         | Fëdor ROMANOV patriarca Filarete *c.1553 †1633                                         |                            |                            |                            |                            |                            |                            |                          |                          |                          |                          |                          |                          |  |  |  |  |  |  |  |  |  |  |  |  |  |  |  |  |  |  |
|                       |                       |                       |                       |                       |                       |                                                             |                                                             |                                                             |                                                             |                                                             |                                                             |                          |                          |                          |                          |                          |                          | FËDOR I *1557 †1598                     | FËDOR I *1557 †1598                     | FËDOR I *1557 †1598                     | FËDOR I *1557 †1598                     | FËDOR I *1557 †1598                     | FËDOR I *1557 †1598                     | Fëdor ROMANOV patriarca Filarete *c.1553 †1633                                         | Fëdor ROMANOV patriarca Filarete *c.1553 †1633                                         | Fëdor ROMANOV patriarca Filarete *c.1553 †1633                                         | Fëdor ROMANOV patriarca Filarete *c.1553 †1633                                         | Fëdor ROMANOV patriarca Filarete *c.1553 †1633                                         | Fëdor ROMANOV patriarca Filarete *c.1553 †1633                                         |                            |                            |                            |                            |                            |                            |                          |                          |                          |                          |                          |                          |  |  |  |  |  |  |  |  |  |  |  |  |  |  |  |  |  |  |
|                       |                       |                       |                       |                       |                       |                                                             |                                                             |                                                             |                                                             |                                                             |                                                             |                          |                          |                          |                          |                          |                          |                                         |                                         |                                         |                                         |                                         |                                         | MICHELE (III) *1595 †1645                                                              |                                                                                        |                                                                                        |                                                                                        |                                                                                        |                                                                                        |                            |                            |                            |                            |                            |                            |                          |                          |                          |                          |                          |                          |  |  |  |  |  |  |  |  |  |  |  |  |  |  |  |  |  |  |
|                       |                       |                       |                       |                       |                       |                                                             |                                                             |                                                             |                                                             |                                                             |                                                             |                          |                          |                          |                          |                          |                          |                                         |                                         |                                         |                                         |                                         |                                         |                                                                                        |                                                                                        |                                                                                        |                                                                                        |                                                                                        |                                                                                        |                            |                            |                            |                            |                            |                            |                          |                          |                          |                          |                          |                          |  |  |  |  |  |  |  |  |  |  |  |  |  |  |  |  |  |  |
|                       |                       |                       |                       |                       |                       |                                                             |                                                             |                                                             |                                                             |                                                             |                                                             |                          |                          |                          |                          |                          |                          |                                         |                                         |                                         |                                         |                                         |                                         | ALESSIO *1629 †1676                                                                    |                                                                                        |                                                                                        |                                                                                        |                                                                                        |                                                                                        |                            |                            |                            |                            |                            |                            |                          |                          |                          |                          |                          |                          |  |  |  |  |  |  |  |  |  |  |  |  |  |  |  |  |  |  |
|                       |                       |                       |                       |                       |                       |                                                             |                                                             |                                                             |                                                             |                                                             |                                                             |                          |                          |                          |                          |                          |                          |                                         |                                         |                                         |                                         |                                         |                                         |                                                                                        |                                                                                        |                                                                                        |                                                                                        |                                                                                        |                                                                                        |                            |                            |                            |                            |                            |                            |                          |                          |                          |                          |                          |                          |  |  |  |  |  |  |  |  |  |  |  |  |  |  |  |  |  |  |
|                       |                       |                       |                       |                       |                       |                                                             |                                                             |                                                             |                                                             |                                                             |                                                             |                          |                          |                          |                          |                          |                          |                                         |                                         |                                         |                                         |                                         |                                         |                                                                                        |                                                                                        |                                                                                        |                                                                                        |                                                                                        |                                                                                        |                            |                            |                            |                            |                            |                            |                          |                          |                          |                          |                          |                          |  |  |  |  |  |  |  |  |  |  |  |  |  |  |  |  |  |  |
| FËDOR III *1661 †1682 | FËDOR III *1661 †1682 | FËDOR III *1661 †1682 | FËDOR III *1661 †1682 | FËDOR III *1661 †1682 | FËDOR III *1661 †1682 | IVAN V *1666 †1696                                          | IVAN V *1666 †1696                                          | IVAN V *1666 †1696                                          | IVAN V *1666 †1696                                          | IVAN V *1666 †1696                                          | IVAN V *1666 †1696                                          |                          |                          |                          |                          |                          |                          |                                         |                                         |                                         |                                         |                                         |                                         | PIETRO I *1672 †1725 sp. 1) Evdokija Fëdorovna Lopuchina sp. 2) CATERINA I *1684 †1727 | PIETRO I *1672 †1725 sp. 1) Evdokija Fëdorovna Lopuchina sp. 2) CATERINA I *1684 †1727 | PIETRO I *1672 †1725 sp. 1) Evdokija Fëdorovna Lopuchina sp. 2) CATERINA I *1684 †1727 | PIETRO I *1672 †1725 sp. 1) Evdokija Fëdorovna Lopuchina sp. 2) CATERINA I *1684 †1727 | PIETRO I *1672 †1725 sp. 1) Evdokija Fëdorovna Lopuchina sp. 2) CATERINA I *1684 †1727 | PIETRO I *1672 †1725 sp. 1) Evdokija Fëdorovna Lopuchina sp. 2) CATERINA I *1684 †1727 |                            |                            |                            |                            |                            |                            |                          |                          |                          |                          |                          |                          |  |  |  |  |  |  |  |  |  |  |  |  |  |  |  |  |  |  |
| FËDOR III *1661 †1682 | FËDOR III *1661 †1682 | FËDOR III *1661 †1682 | FËDOR III *1661 †1682 | FËDOR III *1661 †1682 | FËDOR III *1661 †1682 | IVAN V *1666 †1696                                          | IVAN V *1666 †1696                                          | IVAN V *1666 †1696                                          | IVAN V *1666 †1696                                          | IVAN V *1666 †1696                                          | IVAN V *1666 †1696                                          |                          |                          |                          |                          |                          |                          |                                         |                                         |                                         |                                         |                                         |                                         | PIETRO I *1672 †1725 sp. 1) Evdokija Fëdorovna Lopuchina sp. 2) CATERINA I *1684 †1727 | PIETRO I *1672 †1725 sp. 1) Evdokija Fëdorovna Lopuchina sp. 2) CATERINA I *1684 †1727 | PIETRO I *1672 †1725 sp. 1) Evdokija Fëdorovna Lopuchina sp. 2) CATERINA I *1684 †1727 | PIETRO I *1672 †1725 sp. 1) Evdokija Fëdorovna Lopuchina sp. 2) CATERINA I *1684 †1727 | PIETRO I *1672 †1725 sp. 1) Evdokija Fëdorovna Lopuchina sp. 2) CATERINA I *1684 †1727 | PIETRO I *1672 †1725 sp. 1) Evdokija Fëdorovna Lopuchina sp. 2) CATERINA I *1684 †1727 |                            |                            |                            |                            |                            |                            |                          |                          |                          |                          |                          |                          |  |  |  |  |  |  |  |  |  |  |  |  |  |  |  |  |  |  |
|                       |                       |                       |                       |                       |                       |                                                             |                                                             |                                                             |                                                             |                                                             |                                                             |                          |                          |                          |                          |                          |                          |                                         |                                         |                                         |                                         |                                         |                                         |                                                                                        |                                                                                        |                                                                                        |                                                                                        |                                                                                        |                                                                                        |                            |                            |                            |                            |                            |                            |                          |                          |                          |                          |                          |                          |  |  |  |  |  |  |  |  |  |  |  |  |  |  |  |  |  |  |
|                       |                       |                       |                       |                       |                       | Caterina *1691 †1733 Carlo Leopoldo di Meclemburgo-Schwerin | Caterina *1691 †1733 Carlo Leopoldo di Meclemburgo-Schwerin | Caterina *1691 †1733 Carlo Leopoldo di Meclemburgo-Schwerin | Caterina *1691 †1733 Carlo Leopoldo di Meclemburgo-Schwerin | Caterina *1691 †1733 Carlo Leopoldo di Meclemburgo-Schwerin | Caterina *1691 †1733 Carlo Leopoldo di Meclemburgo-Schwerin | ANNA *1693 †1740         | ANNA *1693 †1740         | ANNA *1693 †1740         | ANNA *1693 †1740         | ANNA *1693 †1740         | ANNA *1693 †1740         | Alessio (1) *1690 †1718                 | Alessio (1) *1690 †1718                 | Alessio (1) *1690 †1718                 | Alessio (1) *1690 †1718                 | Alessio (1) *1690 †1718                 | Alessio (1) *1690 †1718                 | Anna (2) *1708 †1728 Carlo Federico di Holstein-Gottorp                                | Anna (2) *1708 †1728 Carlo Federico di Holstein-Gottorp                                | Anna (2) *1708 †1728 Carlo Federico di Holstein-Gottorp                                | Anna (2) *1708 †1728 Carlo Federico di Holstein-Gottorp                                | Anna (2) *1708 †1728 Carlo Federico di Holstein-Gottorp                                | Anna (2) *1708 †1728 Carlo Federico di Holstein-Gottorp                                | ELISABETTA (2) *1709 †1762 | ELISABETTA (2) *1709 †1762 | ELISABETTA (2) *1709 †1762 | ELISABETTA (2) *1709 †1762 | ELISABETTA (2) *1709 †1762 | ELISABETTA (2) *1709 †1762 |                          |                          |                          |                          |                          |                          |  |  |  |  |  |  |  |  |  |  |  |  |  |  |  |  |  |  |
|                       |                       |                       |                       |                       |                       | Caterina *1691 †1733 Carlo Leopoldo di Meclemburgo-Schwerin | Caterina *1691 †1733 Carlo Leopoldo di Meclemburgo-Schwerin | Caterina *1691 †1733 Carlo Leopoldo di Meclemburgo-Schwerin | Caterina *1691 †1733 Carlo Leopoldo di Meclemburgo-Schwerin | Caterina *1691 †1733 Carlo Leopoldo di Meclemburgo-Schwerin | Caterina *1691 †1733 Carlo Leopoldo di Meclemburgo-Schwerin | ANNA *1693 †1740         | ANNA *1693 †1740         | ANNA *1693 †1740         | ANNA *1693 †1740         | ANNA *1693 †1740         | ANNA *1693 †1740         | Alessio (1) *1690 †1718                 | Alessio (1) *1690 †1718                 | Alessio (1) *1690 †1718                 | Alessio (1) *1690 †1718                 | Alessio (1) *1690 †1718                 | Alessio (1) *1690 †1718                 | Anna (2) *1708 †1728 Carlo Federico di Holstein-Gottorp                                | Anna (2) *1708 †1728 Carlo Federico di Holstein-Gottorp                                | Anna (2) *1708 †1728 Carlo Federico di Holstein-Gottorp                                | Anna (2) *1708 †1728 Carlo Federico di Holstein-Gottorp                                | Anna (2) *1708 †1728 Carlo Federico di Holstein-Gottorp                                | Anna (2) *1708 †1728 Carlo Federico di Holstein-Gottorp                                | ELISABETTA (2) *1709 †1762 | ELISABETTA (2) *1709 †1762 | ELISABETTA (2) *1709 †1762 | ELISABETTA (2) *1709 †1762 | ELISABETTA (2) *1709 †1762 | ELISABETTA (2) *1709 †1762 |                          |                          |                          |                          |                          |                          |  |  |  |  |  |  |  |  |  |  |  |  |  |  |  |  |  |  |
|                       |                       |                       |                       |                       |                       | Anna *1718 †1746 Antonio Ulrico di Brunswick-Wolfenbüttel   | Anna *1718 †1746 Antonio Ulrico di Brunswick-Wolfenbüttel   | Anna *1718 †1746 Antonio Ulrico di Brunswick-Wolfenbüttel   | Anna *1718 †1746 Antonio Ulrico di Brunswick-Wolfenbüttel   | Anna *1718 †1746 Antonio Ulrico di Brunswick-Wolfenbüttel   | Anna *1718 †1746 Antonio Ulrico di Brunswick-Wolfenbüttel   |                          |                          |                          |                          |                          |                          | PIETRO II *1715 †1730                   | PIETRO II *1715 †1730                   | PIETRO II *1715 †1730                   | PIETRO II *1715 †1730                   | PIETRO II *1715 †1730                   | PIETRO II *1715 †1730                   | PIETRO III *1728 †1762 sp. CATERINA II *1729 †1796                                     | PIETRO III *1728 †1762 sp. CATERINA II *1729 †1796                                     | PIETRO III *1728 †1762 sp. CATERINA II *1729 †1796                                     | PIETRO III *1728 †1762 sp. CATERINA II *1729 †1796                                     | PIETRO III *1728 †1762 sp. CATERINA II *1729 †1796                                     | PIETRO III *1728 †1762 sp. CATERINA II *1729 †1796                                     |                            |                            |                            |                            |                            |                            |                          |                          |                          |                          |                          |                          |  |  |  |  |  |  |  |  |  |  |  |  |  |  |  |  |  |  |
|                       |                       |                       |                       |                       |                       | Anna *1718 †1746 Antonio Ulrico di Brunswick-Wolfenbüttel   | Anna *1718 †1746 Antonio Ulrico di Brunswick-Wolfenbüttel   | Anna *1718 †1746 Antonio Ulrico di Brunswick-Wolfenbüttel   | Anna *1718 †1746 Antonio Ulrico di Brunswick-Wolfenbüttel   | Anna *1718 †1746 Antonio Ulrico di Brunswick-Wolfenbüttel   | Anna *1718 †1746 Antonio Ulrico di Brunswick-Wolfenbüttel   |                          |                          |                          |                          |                          |                          | PIETRO II *1715 †1730                   | PIETRO II *1715 †1730                   | PIETRO II *1715 †1730                   | PIETRO II *1715 †1730                   | PIETRO II *1715 †1730                   | PIETRO II *1715 †1730                   | PIETRO III *1728 †1762 sp. CATERINA II *1729 †1796                                     | PIETRO III *1728 †1762 sp. CATERINA II *1729 †1796                                     | PIETRO III *1728 †1762 sp. CATERINA II *1729 †1796                                     | PIETRO III *1728 †1762 sp. CATERINA II *1729 †1796                                     | PIETRO III *1728 †1762 sp. CATERINA II *1729 †1796                                     | PIETRO III *1728 †1762 sp. CATERINA II *1729 †1796                                     |                            |                            |                            |                            |                            |                            |                          |                          |                          |                          |                          |                          |  |  |  |  |  |  |  |  |  |  |  |  |  |  |  |  |  |  |
|                       |                       |                       |                       |                       |                       | IVAN VI *1740 †1764                                         | IVAN VI *1740 †1764                                         | IVAN VI *1740 †1764                                         | IVAN VI *1740 †1764                                         | IVAN VI *1740 †1764                                         | IVAN VI *1740 †1764                                         |                          |                          |                          |                          |                          |                          |                                         |                                         |                                         |                                         |                                         |                                         | PAOLO *1754 †1801                                                                      | PAOLO *1754 †1801                                                                      | PAOLO *1754 †1801                                                                      | PAOLO *1754 †1801                                                                      | PAOLO *1754 †1801                                                                      | PAOLO *1754 †1801                                                                      |                            |                            |                            |                            |                            |                            |                          |                          |                          |                          |                          |                          |  |  |  |  |  |  |  |  |  |  |  |  |  |  |  |  |  |  |
|                       |                       |                       |                       |                       |                       | IVAN VI *1740 †1764                                         | IVAN VI *1740 †1764                                         | IVAN VI *1740 †1764                                         | IVAN VI *1740 †1764                                         | IVAN VI *1740 †1764                                         | IVAN VI *1740 †1764                                         |                          |                          |                          |                          |                          |                          |                                         |                                         |                                         |                                         |                                         |                                         | PAOLO *1754 †1801                                                                      | PAOLO *1754 †1801                                                                      | PAOLO *1754 †1801                                                                      | PAOLO *1754 †1801                                                                      | PAOLO *1754 †1801                                                                      | PAOLO *1754 †1801                                                                      |                            |                            |                            |                            |                            |                            |                          |                          |                          |                          |                          |                          |  |  |  |  |  |  |  |  |  |  |  |  |  |  |  |  |  |  |
|                       |                       |                       |                       |                       |                       |                                                             |                                                             |                                                             |                                                             |                                                             |                                                             |                          |                          |                          |                          |                          |                          |                                         |                                         |                                         |                                         |                                         |                                         |                                                                                        |                                                                                        |                                                                                        |                                                                                        |                                                                                        |                                                                                        |                            |                            |                            |                            |                            |                            |                          |                          |                          |                          |                          |                          |  |  |  |  |  |  |  |  |  |  |  |  |  |  |  |  |  |  |
|                       |                       |                       |                       |                       |                       |                                                             |                                                             |                                                             |                                                             |                                                             |                                                             | ALESSANDRO I *1777 †1825 | ALESSANDRO I *1777 †1825 | ALESSANDRO I *1777 †1825 | ALESSANDRO I *1777 †1825 | ALESSANDRO I *1777 †1825 | ALESSANDRO I *1777 †1825 | Costantino (I) *1779 †1831              | Costantino (I) *1779 †1831              | Costantino (I) *1779 †1831              | Costantino (I) *1779 †1831              | Costantino (I) *1779 †1831              | Costantino (I) *1779 †1831              | NICOLA I *1796 †1855                                                                   | NICOLA I *1796 †1855                                                                   | NICOLA I *1796 †1855                                                                   | NICOLA I *1796 †1855                                                                   | NICOLA I *1796 †1855                                                                   | NICOLA I *1796 †1855                                                                   |                            |                            |                            |                            |                            |                            |                          |                          |                          |                          |                          |                          |  |  |  |  |  |  |  |  |  |  |  |  |  |  |  |  |  |  |
|                       |                       |                       |                       |                       |                       |                                                             |                                                             |                                                             |                                                             |                                                             |                                                             | ALESSANDRO I *1777 †1825 | ALESSANDRO I *1777 †1825 | ALESSANDRO I *1777 †1825 | ALESSANDRO I *1777 †1825 | ALESSANDRO I *1777 †1825 | ALESSANDRO I *1777 †1825 | Costantino (I) *1779 †1831              | Costantino (I) *1779 †1831              | Costantino (I) *1779 †1831              | Costantino (I) *1779 †1831              | Costantino (I) *1779 †1831              | Costantino (I) *1779 †1831              | NICOLA I *1796 †1855                                                                   | NICOLA I *1796 †1855                                                                   | NICOLA I *1796 †1855                                                                   | NICOLA I *1796 †1855                                                                   | NICOLA I *1796 †1855                                                                   | NICOLA I *1796 †1855                                                                   |                            |                            |                            |                            |                            |                            |                          |                          |                          |                          |                          |                          |  |  |  |  |  |  |  |  |  |  |  |  |  |  |  |  |  |  |
|                       |                       |                       |                       |                       |                       |                                                             |                                                             |                                                             |                                                             |                                                             |                                                             |                          |                          |                          |                          |                          |                          |                                         |                                         |                                         |                                         |                                         |                                         |                                                                                        |                                                                                        |                                                                                        |                                                                                        |                                                                                        |                                                                                        |                            |                            |                            |                            |                            |                            |                          |                          |                          |                          |                          |                          |  |  |  |  |  |  |  |  |  |  |  |  |  |  |  |  |  |  |
|                       |                       |                       |                       |                       |                       |                                                             |                                                             |                                                             |                                                             |                                                             |                                                             |                          |                          |                          |                          |                          |                          |                                         |                                         |                                         |                                         |                                         |                                         | ALESSANDRO II *1818 †1881                                                              | ALESSANDRO II *1818 †1881                                                              | ALESSANDRO II *1818 †1881                                                              | ALESSANDRO II *1818 †1881                                                              | ALESSANDRO II *1818 †1881                                                              | ALESSANDRO II *1818 †1881                                                              |                            |                            |                            |                            |                            |                            | Nicola *1831 †1891       | Nicola *1831 †1891       | Nicola *1831 †1891       | Nicola *1831 †1891       | Nicola *1831 †1891       | Nicola *1831 †1891       |  |  |  |  |  |  |  |  |  |  |  |  |  |  |  |  |  |  |
|                       |                       |                       |                       |                       |                       |                                                             |                                                             |                                                             |                                                             |                                                             |                                                             |                          |                          |                          |                          |                          |                          |                                         |                                         |                                         |                                         |                                         |                                         | ALESSANDRO II *1818 †1881                                                              | ALESSANDRO II *1818 †1881                                                              | ALESSANDRO II *1818 †1881                                                              | ALESSANDRO II *1818 †1881                                                              | ALESSANDRO II *1818 †1881                                                              | ALESSANDRO II *1818 †1881                                                              |                            |                            |                            |                            |                            |                            | Nicola *1831 †1891       | Nicola *1831 †1891       | Nicola *1831 †1891       | Nicola *1831 †1891       | Nicola *1831 †1891       | Nicola *1831 †1891       |  |  |  |  |  |  |  |  |  |  |  |  |  |  |  |  |  |  |
|                       |                       |                       |                       |                       |                       |                                                             |                                                             |                                                             |                                                             |                                                             |                                                             |                          |                          |                          |                          |                          |                          |                                         |                                         |                                         |                                         |                                         |                                         |                                                                                        |                                                                                        |                                                                                        |                                                                                        |                                                                                        |                                                                                        |                            |                            |                            |                            |                            |                            |                          |                          |                          |                          |                          |                          |  |  |  |  |  |  |  |  |  |  |  |  |  |  |  |  |  |  |
|                       |                       |                       |                       |                       |                       |                                                             |                                                             |                                                             |                                                             |                                                             |                                                             |                          |                          |                          |                          |                          |                          |                                         |                                         |                                         |                                         |                                         |                                         | ALESSANDRO III *1845 †1894                                                             | ALESSANDRO III *1845 †1894                                                             | ALESSANDRO III *1845 †1894                                                             | ALESSANDRO III *1845 †1894                                                             | ALESSANDRO III *1845 †1894                                                             | ALESSANDRO III *1845 †1894                                                             | Vladimiro *1847 †1909      | Vladimiro *1847 †1909      | Vladimiro *1847 †1909      | Vladimiro *1847 †1909      | Vladimiro *1847 †1909      | Vladimiro *1847 †1909      | Pretendenti "Nikolaevič" | Pretendenti "Nikolaevič" | Pretendenti "Nikolaevič" | Pretendenti "Nikolaevič" | Pretendenti "Nikolaevič" | Pretendenti "Nikolaevič" |  |  |  |  |  |  |  |  |  |  |  |  |  |  |  |  |  |  |
|                       |                       |                       |                       |                       |                       |                                                             |                                                             |                                                             |                                                             |                                                             |                                                             |                          |                          |                          |                          |                          |                          |                                         |                                         |                                         |                                         |                                         |                                         | ALESSANDRO III *1845 †1894                                                             | ALESSANDRO III *1845 †1894                                                             | ALESSANDRO III *1845 †1894                                                             | ALESSANDRO III *1845 †1894                                                             | ALESSANDRO III *1845 †1894                                                             | ALESSANDRO III *1845 †1894                                                             | Vladimiro *1847 †1909      | Vladimiro *1847 †1909      | Vladimiro *1847 †1909      | Vladimiro *1847 †1909      | Vladimiro *1847 †1909      | Vladimiro *1847 †1909      | Pretendenti "Nikolaevič" | Pretendenti "Nikolaevič" | Pretendenti "Nikolaevič" | Pretendenti "Nikolaevič" | Pretendenti "Nikolaevič" | Pretendenti "Nikolaevič" |  |  |  |  |  |  |  |  |  |  |  |  |  |  |  |  |  |  |
|                       |                       |                       |                       |                       |                       |                                                             |                                                             |                                                             |                                                             |                                                             |                                                             |                          |                          |                          |                          |                          |                          |                                         |                                         |                                         |                                         |                                         |                                         | NICOLA II *1868 †1918                                                                  | NICOLA II *1868 †1918                                                                  | NICOLA II *1868 †1918                                                                  | NICOLA II *1868 †1918                                                                  | NICOLA II *1868 †1918                                                                  | NICOLA II *1868 †1918                                                                  | Pretendenti "Vladimirovič" | Pretendenti "Vladimirovič" | Pretendenti "Vladimirovič" | Pretendenti "Vladimirovič" | Pretendenti "Vladimirovič" | Pretendenti "Vladimirovič" |                          |                          |                          |                          |                          |                          |  |  |  |  |  |  |  |  |  |  |  |  |  |  |  |  |  |  |